# Даман і Діу
Даман і Діу (гудж. દમણ અને દીવ, маратхі दमण आणि दीव, англ. Daman and Diu) — колишня союзна територія на заході Індії. Столиця — місто Даман.
У грудні 2019 року парламент Індії ухвалив закон про злиття союзної території Даман і Діу з сусідньою союзною територією Дадра і Нагар Хавелі для створення єдиної союзної території Дадра і Нагар Хавелі і Даман і Діу 26 січня 2020 року. Територія Даман і Діу стала двома  з трьох округів нової союзної території — округом Даман і округом Діу.

## Географія
Територія складалась з двох частин. Перша, Даман, є анклавом на території штату Гуджарат, друга, Діу — острів, розташований на південь від гуджаратського півострова Катіавар.